# The Ultimate Fighter: Team Bisping vs. Team Miller Finale
The Ultimate Fighter: Team Bisping vs. Team Miller Finale foi um evento de artes marciais mistas promovido pelo Ultimate Fighting Championship, foi realizado em 03 de dezembro de 2011 na Palms Casino Resort em Las Vegas, Nevada.

## Bônus da Noite
Os lutadores receberam US$ 40 mil em bônus.
- Luta da Noite:  Diego Brandão vs.  Dennis Bermudez
- Nocaute da Noite:  John Dodson
- Finalização da Noite:  Diego Brandão

## Referencias
1. ↑  «=The Ultimate Fighter 14 Finale». ufc.com